# M/S Victoria I
M/S Victoria I är en kryssningsfärja som ägs av AS Tallink Grupp från 2004. Fartyget trafikerade ursprungligen rutten Stockholm-Mariehamn-Tallinn och från 12 oktober 2023 trafikerar fartyget sträckan Helsingfors-Tallinn. Victoria I byggdes 2004 av Aker Finnyards i Raumo. Skrovmålningarna som föreställer en prästkrage har gjorts av den estniska illustratören Ilon Wikland.
Mellan perioden 2004 och 2021 gjorde fartyget ett antal specialkryssningar till Ösel, Riga och Visby. Mellan juli 2021 och oktober 2021 blev fartyget chartrad och insatt på sträckan Tanger Med och Sete. Under 2021 och 2022 gjorde fartyget ett antal kryssningar på rutten Helsingfors-Tallinn. Från juli 2022 till juli 2023 var fartyget flyktingförläggning i Skottland.

## Händelser
I december 2015 skadades fartyget av stormen Helga. En våg slog bort främre radarn och två fönster slogs sönder till följd av att radarn träffat dessa. Man beslutade att ej fortsätta mot Stockholm och återvände till Tallinn.

## Systerfartyg
- M/S Romantika

## Teknisk information
- Antal bäddar: 2 246
- Däck: 12
- Restauranger: 5